# Château de Morainville
Le château de Morainville se situe sur la commune du Mesnil-sur-Blangy dans le département français du Calvados.

## Historique

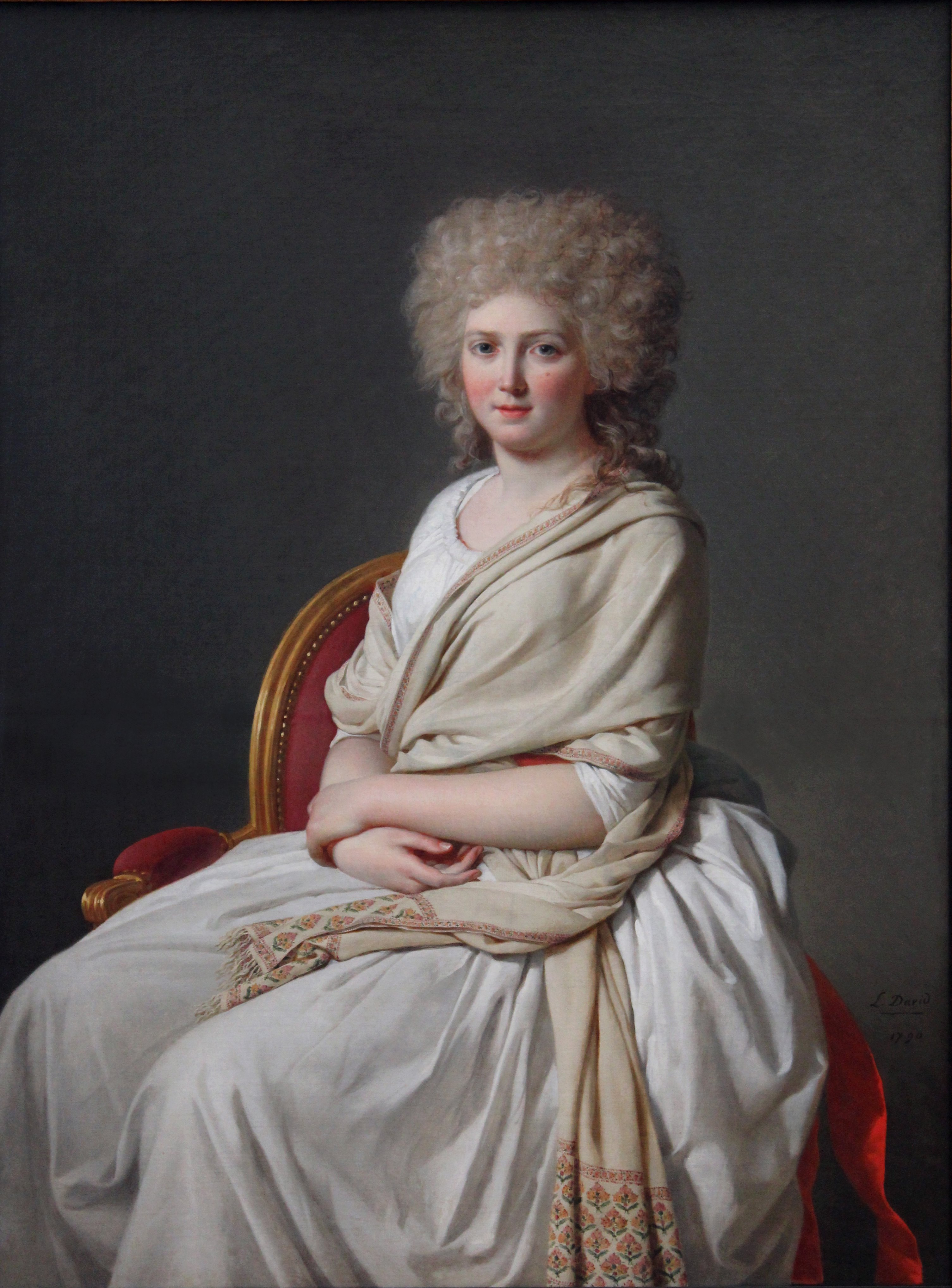
Anne-Marie-Louise Thélusson, comtesse de Sorcy

La terre a été propriété de François de Dreux, seigneur de Morainville (vivant en 1530), lointain descendant de Robert Ier de Dreux, (1125-1188), fils de Louis VI le Gros, roi de France (François de Dreux en fit la déclaration lorsqu'il fut assigné en 1540 pour prouver sa noblesse devant les élus de Lisieux). Après la mort de Gilles de Dreux  tué au siège de Rouen en 1502 et de Jean de Dreux blessé au siège de Verneuil en 1590, la seigneurie de Morainville passa dans la famille Houel par Yvonne de Dreux, fille de François de Dreux et épouse de Guillaume Houel.
La construction de la partie Louis XIII du château est attribuée à la famille Houel de la Pommeraye et de Morainville comme l'atteste le blason figurant au-dessus de la porte d'entrée.
La famille Houel le possèdera jusqu'en 1732, le château est alors vendu à Guillaume René de Franqueville.
En 1738, Charlotte Julie de Franqueville épouse Joseph Laurent de Grieu. chevalier, seigneur de Fontenelle, Grandouet, capitaine de cavalerie, chevalier de Saint Louis.
En 1771, leur fille Marie Claude de Grieu (1750-1829) épouse Pierre Bruno Emmanuel Estièvre, seigneur de Gefosse, marquis de Trémauville, seigneur de Sahurs, mestre de camp de cavalerie, chevalier de Saint Louis, qui fut en 1786, le parrain de la cloche de l'église du Mesnil sur Blangy.
En 1807, leur fils Claude Pierre Emmanuel Estièvre, marquis de Trémauville, maréchal de camps, chevalier de Saint Louis (1772-1852), épouse Aimée Antoinette Pauline  Thelusson de Sorcy (1788-1848), dont la mère, Louise Rilliet, avait eu son portrait peint par Jacques Louis David.
En 1831, leur fille Emma Estrièvre de Trémauville (1808-1847) épouse Edmond du Fresne de Beaucourt (1799-1837).
Leur fils Gaston du Fresne de Beaucourt, marquis de Beaucourt, historien, hérite de Morainville, où lui et son épouse, Edith de Montigny, reçoivent notamment le compositeur Charles Gounod, qui y compose partie de quelques-unes de ses œuvres, "Faust", "Roméo et Juliette". 
Gaston et Edith de Beaucourt décèdent à Morainville respectivement en 1902 et 1906.
Morainville passe alors à leur fils, Louis du Fresne de Beaucourt (1856-1920), puis à la fille de celui-ci, Jeanne de Beaucourt (1887-1968), morte sans enfant.
Le château entre alors par succession, dans la famille d'Aigneaux dont les descendants le possèdent toujours.
En 2015, le château de Morainville a servi de cadre au tournage du film de Stéphane Brizé, Une Vie, inspiré par le roman éponyme de Guy de Maupassant, film où il est la demeure de l'héroïne du film.

## Architecture et protection
Le château de Morainville a été construit en plusieurs étapes, essentiellement au XVIIe siècle. Son architecture est de style Louis XIII, en brique et pierre.
Les façades et toitures du château, les deux pavillons carrés, les dépendances et, à l'intérieur, le grand escalier, sont inscrits au titre des Monuments historiques depuis un arrêté du 9 septembre 1933.